# 港警察署 (大阪府)
港警察署（みなとけいさつしょ）は、大阪府警察が管轄する警察署の一つである。

## 所在地・最寄り駅
- 大阪府大阪市港区市岡一丁目6番22号 
  - JR大阪環状線・地下鉄中央線 弁天町駅

## 所轄
- 大阪市港区（住之江警察署、大阪水上警察署の管轄区域を除く）

## 交番
- 池島交番 - 大阪市港区池島三丁目8番1号
- 市岡元町三丁目交番 - 大阪市港区市岡元町三丁目13番13号
- 築港交番 - 大阪市港区築港四丁目1番31号
- 弁天三丁目交番 - 大阪市港区弁天三丁目1番22号
- 弁天町駅前交番 - 大阪市港区波除三丁目11番1号
- 八幡屋公園前交番 - 大阪市港区田中三丁目1番48号
- 夕凪交番 - 大阪市港区三先一丁目7番3号